# Intoksykacja (mikrobiologia)
Intoksykacja – zatrucie typu intoksykacji jest wynikiem działania toksyny (lub/i enzymu) wytworzonej w żywności przed jej spożyciem. Przykładem intoksykacji jest zatrucie jadem kiełbasianym, lub enterotoksyną gronkowcową. Bakterie uwalniają egzotoksyny do żywności i może zaistnieć sytuacja, kiedy mikroorganizm, który je wytworzył zginie na skutek różnych zabiegów technologicznych, w związku z czym jego wyizolowanie będzie niemożliwe, natomiast toksyna znajdująca się w produktach, wykazująca zwykle wyższą odporność na temperaturę będzie nadal szkodliwa dla organizmu.
Inne przykłady:
- verotoksyny EHEC,
- toksyna choleryczna,
- enterotoksyny LS i ST,
- toksyna Shiga.